# Nishida Nobunari
Nobunari Nishida (sinh ngày 13 tháng 3 năm 1986) là một cầu thủ bóng đá người Nhật Bản.

## Sự nghiệp câu lạc bộ
Nobunari Nishida đã từng chơi cho FC Gifu.